# The Fourth Reich
The Fourth Reich fue un sencillo lanzado por la banda islandesa de new wave Þeyr en 1983 a través de Mjöt en formato de vinilo de 12”.
Para este trabajo Þeyr recurrió a un mayor uso de percusión y esfuerzos rítmicos que en trabajos anteriores, la canción “Zen” se destaca por su profunda orientación rock.
Este sencillo fue lanzado en el Reino Unido a través de Shout.
La salida de este disco fue controvertida en el Reino Unido, donde la portada fue prohibida y reemplazada por otra con el fondo rojo y solamente con el nombre escrito. El nombre The Fourth Reich (El Cuarto Reich) puede llevar a la confusión ya que el título parece sugerir la continuación del Tercer Reich. De hecho, la portada muestra al psiquaitra y psicoanalista austríaco Wilhelm Reich con un brazalete rojo similar al usado por los nazis, pero en este caso, el brazalete tiene el símbolo de la física de orgón, que representaba la dualidad y sus orígenes en la unidad, al que Reich se refería como funcionalismo.
De hecho, este lanzamiento es un tributo a Reich debido a que los miembros de Þeyr estaban interesados en sus trabajos. La portada trasera muestra a Reich siendo acompañado a la salida de la corte de Pórtland, Maine donde quedó detenido en 1956.
Esta imagen es acompañada por una inscripción en alemán que dice lo siguiente:

Gemäss der Verordung des Reichspräsidenten vom 28. Februar 1933 ist die Verteilung aller ausländischen Veröffentlichungen der politisch-psychologischen Reiche der Verleger für Sexualpolitik (Verlag für Sexualpolitik, Kopenhagen, Dänemark, ebenso, Prag, Tchechoslowakei und Zürich, Schweiz) im Reich bis auf weiteres verboten.

Traducción: De acuerdo a la orden del presidente del Reich el 28 de febrero de 1933, la distribución de todas las publicaciones extranjeras referentes a los temas político-psicológicos (Editores de política sexual, Copenhague, Dinamarca, como así también Praga, Checoslovaquia y Zurcí, Suiza) quedan prohibidas desde ahora en adelante.

El fragmento claramente hace mención al libro de Reich Mass Psychology of Fascism (Psicología de Masas del Fascismo) de 1933, en el cual establecía que el fascismo era el resultado de la represión sexual. Este libro fue prohibido tan pronto como los nazis llegaron al poder.
Los integrantes de Þeyr fueron:
- Vocalista: Magnús Guðmundsson.
- Guitarras: Guðlaugur Kristinn Óttarsson and Þorsteinn Magnússon.
- Bajo: Hilmar Örn Agnarsson.
- Batería: Sigtryggur Baldursson.

## Créditos
Letra: 1 por Magnús Guðmundsson. 2, 3 y 4 por Hilmar Örn Hilmarsson y Hilmar Örn Aganarsson.

Música: todas por Þeyr.

## Videoclip de “Blood”
En 1983 Þeyr apareció en un video que ha sido considerado como su primer y único videoclip. Se trata de un video delirante que muestra a la banda en estudio con una proyección de imágenes bélicas teñidas de rojo para resaltar la letra de la canción. Magnús Guðmundsson, el vocalista, aparece maquillado y usando una capa, mientras que el bajista Hilmar Ö. Agnarsson se retuerce fuera de control. El guitarrista Guðlaugur K. Óttarsson baila frenéticamente a la izquierda de la pantalla y usa una capucha con la cara cubierta; Þorsteinn Magnússon, el otro guitarrista toca escondido detrás de un maniquí. El baterista Sigtryggur Baldursson se encuentra detrás del grupo.

Este video ha estado fuera de disponibilidad hasta que fue subido en formato MEPEG2 en Internet en 2005. Bajar videoclip